# 醤油漬け
醤油漬け（しょうゆづけ）は、食材を醤油や醤油に他の調味料を加えたタレに漬け込み、味付けをしたもの。
漬ける目的は味付けの他に、生臭さを消したり、腐敗防止を目的する。
ヅケは、魚介類の醤油漬けで、特にマグロなどの醤油漬けを呼ぶ。